# 29e régiment de marche
Pour les articles homonymes, voir 29e régiment.
Le 29e régiment d'infanterie de marche (ou 29e régiment de marche) est un régiment d'infanterie français, qui a participé à la guerre franco-allemande de 1870.

## Création et différentes dénominations
- 21 septembre 1870 : formation du 29e régiment d'infanterie de marche
- 16 mai 1871 : fusion dans le 29e régiment d'infanterie de ligne

## Chefs de corps

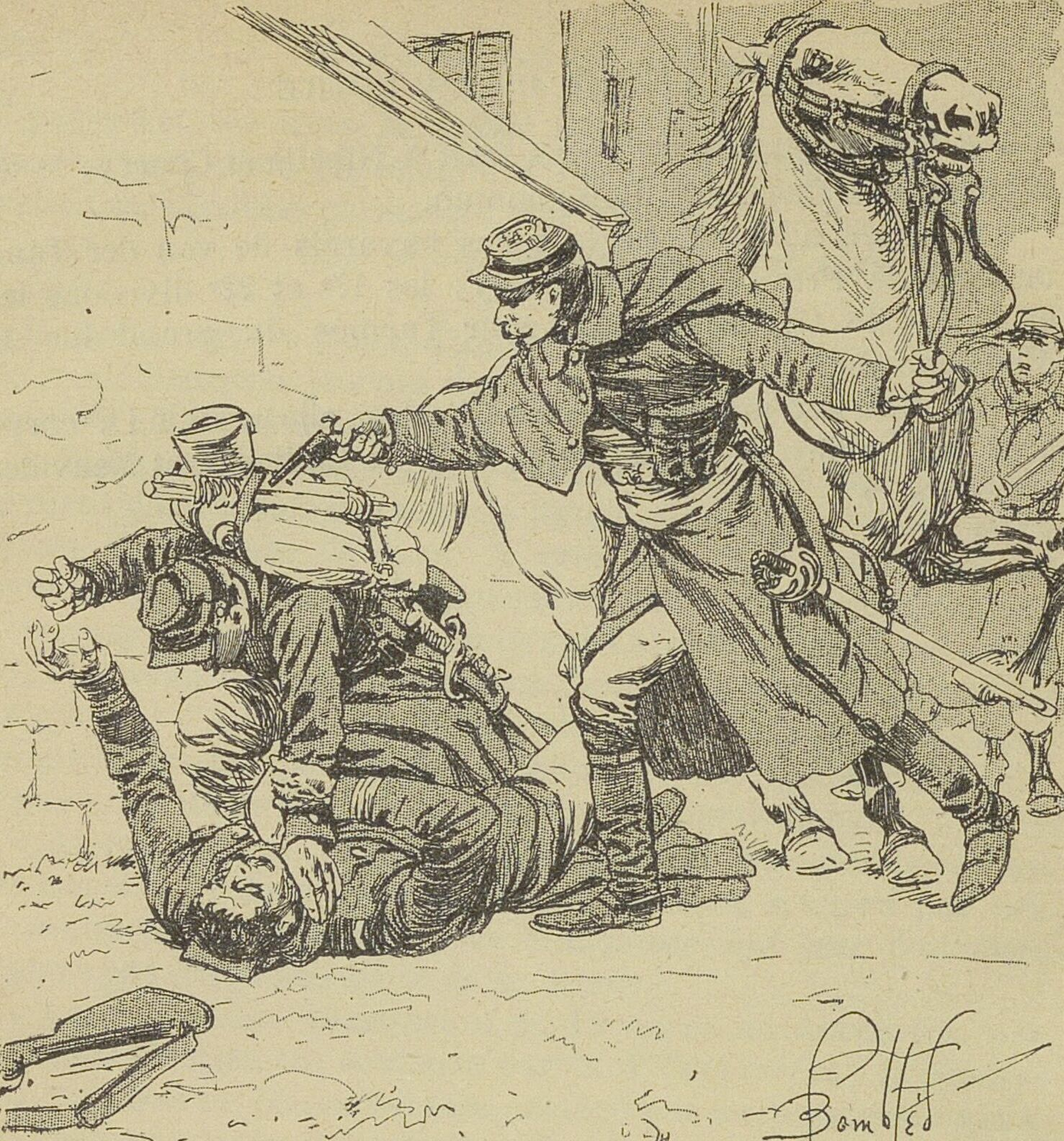
Le lieutenant-colonel Choppin-Merey tue un soldat indiscipliné de son régiment qui menaçait un capitaine (illustration de Louis Bombled).

Le régiment est commandé à sa formation par le lieutenant-colonel  Courtot. Il est remplacé par le colonel  Choppin-Merey puis le 29 novembre par le lieutenant-colonel  Carré.

## Historique
Le régiment est formé le 21 septembre 1870 à Bourges, à trois bataillons à sept compagnies. Il amalgame :
- la 8e compagnie du IIe bataillon du 1er de ligne (en octobre)[5],
- la 8e compagnie du IIIe bataillon du 7e de ligne[6],
- la 8e compagnie du IIIe bataillon du 8e de ligne[7],
- la 8e compagnie du IIIe bataillon du 9e de ligne[8],
- la 8e compagnie du IIIe bataillon du 10e de ligne[9],
- la 8e compagnie du IIe bataillon du 11e de ligne[10],
- la 8e compagnie du IIIe bataillon du 12e de ligne[11],
- la 8e compagnie du IIIe bataillon du 14e de ligne[12],
- la 8e compagnie du IIIe bataillon du 20e de ligne[13],
- la 8e compagnie du IIe bataillon du 28e de ligne[14],
- les 8e compagnies des IIe et IIIe bataillons du 29e de ligne[15],
- la 8e compagnie du IIIe bataillon du 38e de ligne[16],
- la 8e compagnie du IIIe bataillon du 55e de ligne[17],
- les 8e compagnies des IIe et IIIe bataillons du 59e de ligne[18],
- la 8e compagnie du IIIe bataillon du 61e de ligne[19],
- un détachement de 340 hommes du 62e de ligne (en renfort en octobre)[20],
- la 8e compagnie du IIIe bataillon du 71e de ligne[21],
- la 8e compagnie du IIe bataillon du 77e de ligne[22],
- la 8e compagnie du IIIe bataillon du 83e de ligne[23],
- la 8e compagnie du IIIe bataillon du 90e de ligne[24].

Il appartient à la 2e brigade de la 1re division du 15e corps d'armée, (armée de la Loire). 
Le 24 novembre 1870, il est engagé dans les combats de Chilleurs, Ladon, Boiscommun, Neuville-aux-Bois et Maizières dans le Loiret[réf. souhaitée].
En décembre, il passe en réserve du 24e corps d'armée.
Il est interné en Suisse le 1er février 1871.
Il fusionne le 16 mai 1871 dans le 29e régiment d'infanterie de ligne.